# Hannes Bosse
Hannes Bosse (* 2. Juli 1923 in Wurzen; † 22. März 2013 in Weimar) war ein deutscher Sachbuchautor.

## Leben
Nach einem zwölfjährigen Schulbesuch in Greiz absolvierte er 1942 das Notabitur. Danach war er bis 1945 Soldat. Nach der Rückkehr begann er 1946 die Neulehrerausbildung in Greiz und arbeitete als Lehrer, bevor er ab 1951 selbst Lehrer ausbildete. An der Pädagogischen Hochschule Dresden promovierte er 1975. Seit 1984 war Bosse freier Autor, der seit 1951 in Weimar lebte. Diese Stadt wiederum ist in seinem Werk von zentraler Bedeutung.

## Tätigkeiten
- 1948 Mitglied des Arbeitskreises junger Autoren
- 1959–1974 Leitung der AG junger Autoren im Schriftstellerverband der DDR (Bezirk Erfurt/Gera)
- 1983–1990 künstlerischer Leiter des Zirkels schreibender Arbeiter in Sömmerda

## Ehrungen
- 1983 Literatur- und Kunstpreis der Stadt Weimar[1]

## Werke
- Ch. Emmrich (Hrsg.): Literatur für Kinder und Jugendliche. Kinderbuchverlag, Berlin 1981, DNB 821074695.
- Hexenkraut und Hahnenfuß, Wildpflanzen, die man kennen muß. Verlag Junge Welt, Berlin 1985, DNB 850676274.
- Verse von Tieren. Chorzyklus, UA 1986.
- Ein Regenbogen ist schön. Kinderbuchverlag, Berlin 1986, ISBN 3-358-00715-4.
- Beate und das Blumenfenster. Fortsetzungsabdruck. Gotha 1996.
- Die Kraft der Kerzen. Fortsetzungsabdruck. Weimar 1997.
- Erdfell. Fortsetzungsabdruck. Gotha 1998.
- Die überlistete Schlange. Wartburg-Verlag, Weimar 2002, ISBN 3-86160-146-X.
- Clemens Wenzeslaus Coudray. wtv, Weimar 2007, ISBN 978-3-939964-01-8.
- mit Ulrich Völkel und Ebba Wachler: Kleines Lexikon Weimarer Persönlichkeiten. wtv, Weimar 2009, ISBN 978-3-939964-07-0.